# Sylvain André
Sylvain François André (ur. 14 października 1992 w Cavaillon) – francuski kolarz BMX, wielokrotny medalista mistrzostw świata.

## Kariera
Pierwszy sukces w karierze Sylvain André osiągnął w 2010 roku, kiedy zdobył złoty medal w wyścigu juniorów podczas mistrzostw świata w Pietermaritzburgu. Na rozgrywanych dwa lata później mistrzostwach świata w Birmingham zajął trzecie miejsce w jeździe na czas. W zawodach tych wyprzedzili go jedynie Amerykanin Connor Fields oraz Brytyjczyk Liam Phillips. Jak dotąd nie wystąpił na igrzyskach olimpijskich. Podczas mistrzostw świata w Auckland w 2013 roku również zajął trzecie miejsce w jeździe na czas, tym razem wyprzedzili go Connor Fields i kolejny Francuz – Joris Daudet.